# Macau (microregio)
Macau is een van de 19 microregio's van de Braziliaanse deelstaat Rio Grande do Norte. Zij ligt in de mesoregio Central Potiguar en grenst aan de microregio's Vale do Açu, Angicos, Baixa Verde en Litoral Nordeste. De microregio heeft een oppervlakte van ca. 1.868 km². In 2006 werd het inwoneraantal geschat op 46.729.
Vijf gemeenten behoren tot deze microregio:
- Caiçara do Norte
- Galinhos
- Guamaré
- Macau
- São Bento do Norte

Mesoregio's: Agreste Potiguar · Central Potiguar · Leste Potiguar · Oeste Potiguar

Microregio's: Angicos · Agreste Potiguar · Baixa Verde · Borborema Potiguar · Chapada do Apodi · Litoral Nordeste · Litoral Sul · Macaíba · Macau · Médio Oeste · Mossoró · Natal · Pau dos Ferros · Seridó Ocidental · Seridó Oriental · Serra de São Miguel · Serra de Santana · Umarizal · Vale do Açu